# I segreti del sacro papiro del sommo Urz
I segreti del sacro papiro del sommo Urz - Saggi consigli e preziose avvertenze per evitare che la vita ti rovini la vita è un romanzo scritto ed ideato dall'attore e scrittore comico italiano Lello Arena.

## Edizioni
- Lello Arena, I segreti del sacro papiro del sommo Urz - Saggi consigli e preziose avvertenze per evitare che la vita ti rovini la vita, prima edizione, Alfredo Guida Editore, 1993,  p. 113, ISBN 88-7188-083-8.